# أليخاندرو باريرا
أليخاندرو باريرا (بالإسبانية: Alejandro Barrera)‏ مواليد 28 مايو 1986 في مونتيري، هو ملاكم محترف مكسيكي يصنف ضمن فئة الوزن المتوسط.

## إحصائيات
خاض خلال مسيرته 31 نزالا، فاز في 28 ولم يتعادل وخسر في 3. فاز بالضربة القاضية في 18 نزالا.

## روابط خارجية
- أليخاندرو باريرا على موقع بوكس ريك (الإنجليزية) (registration required)